# Liste der Lübecker Senatoren

Die Liste der Lübecker Senatoren enthält die erwählten Senatoren der Freien und Hansestadt Lübeck ab der Verfassungsreform 1848 bis zur Gleichschaltung durch die Nationalsozialisten 1933. Als Angehörige des Senats entsprach ihre Funktion derjenigen auf Lebenszeit amtierender Landesminister. Die Reihenfolge richtet sich nach dem Jahr der Wahl in den Senat und der Position in der Lübecker Ratslinie.
| Name und Lebensdaten                                                | Ratslinie Nr. | Eintritt in den Senat | Besonderheiten und Anmerkungen | Abbildung |
| ------------------------------------------------------------------- | ------------- | --------------------- | --- | --------- |
| Heinrich Wilhelm Haltermann (* 1803; † 1871)                        | 996           | 1848                  | Erster nach der Verfassungsreform von drei Wahlkammern gewählter Senator Lübecks. |           |
| Peter Ludwig Elder (* 27. November 1798; † 31. Juli 1881)           | ohne (996 A)  | 1852                  | Elder war seit 1844 Syndicus und wurde nach Aufhebung dieses Amtes außerordentlich zum Senator erhoben. |           |
| August Ferdinand Siemßen (* 1811; † 1879)                           | 997           | 1858                  | Trat 1871 in den Ruhestand. |           |
| Heinrich Theodor Behn (* 15. Februar 1819; † 28. Februar 1906)      | 998           | 1858                  | 1848 Mitglied der Bürgerschaft. 1871 Bürgermeister |           |
| Johann Carl Böse (* 1802; † 1870)                                   | 999           | 1859                  | |           |
| Gabriel Christian Carl Hermann Schroeder (* 1823; † 1883)           | 1000          | 1865                  | |           |
| Georg Friedrich Harms (* 1811; † 4. Mai 1892)                       | 1001          | 1866                  | Konsul des Königreichs Württemberg in Lübeck |           |
| Heinrich Gustav Plitt (* 1817; † 26. Oktober 1879)                  | 1002          | 1866                  | 1849 Mitglied der Bürgerschaft. 1856–1861 Oberstleutnant der Lübecker Bürgergarde |           |
| Philipp Wilhelm Plessing (* 1823; † 17. Mai 1879)                   | 1003          | 1867                  | 1863 Mitglied der Bürgerschaft. Am 31. August 1867 zum Abgeordneten Lübecks im Reichstag des Norddeutschen Bundes gewählt |           |
| Arthur Gustav Kulenkamp (* 26. Dezember 1827; † 16. April 1895)     | 1004          | 1869                  | 1881 Bürgermeister |           |
| Wilhelm Brehmer (* 19. Mai 1828; † 2. Mai 1905)                     | 1005          | 1870                  | 1853 Mitglied der Bürgerschaft. 1897 Bürgermeister |           |
| Christian Theodor Overbeck (* 16. Mai 1818; † 23. März 1880)        | 1006          | 1870                  | 1850 Senatssekretär |           |
| Ludwig Wilhelm Minlos (* 1826; † 25. Juli 1895)                     | 1007          | 1871                  | 1867 Mitglied der Bürgerschaft. 1877 aus gesundheitlichen Gründen aus dem Senat ausgeschieden |           |
| Carl Heinrich Sievers (* 1820; † 1889)                              | 1008          | 1871                  | 1865 Mitglied der Bürgerschaft. |           |
| Franz Eduard Hermann Rittscher (* 1839; † 11. August 1897)          | 1009          | 1873                  | 1855 Mitglied der Bürgerschaft. 1879–1897 Polizeisenator |           |
| Thomas Johann Heinrich Mann (* 22. August 1840; † 13. Oktober 1891) | 1010          | 1877                  | 1869 Mitglied der Bürgerschaft. Vater der Schriftsteller Thomas und Heinrich Mann |           |
| Johannes Fehling (* 1835; † 1893)                                   | 1011          | 1878                  | 1876 Mitglied der Bürgerschaft. |           |
| Heinrich Klug (* 30. Mai 1837; † 6. Mai 1912)                       | 1012          | 1879                  | 1867 Mitglied der Bürgerschaft. 1899 Bürgermeister |           |
| Heinrich Alphons Plessing (* 5. Mai 1830; † 22. November 1904)      | 1013          | 1879                  | 1859 Mitglied der Bürgerschaft, war als Senator Mitglied der Steuerbehörde, der Zentral-Armendeputation, der Senatskommission für kirchliche Angelegenheiten und der Militär-Kommission des Senates, in mehreren kleinen Senatskommissionen und wurde später bei diesen sämtlichen Behörden deren Vorsitzender. |           |
| Karl Peter Klügmann (* 1835; † 1915)                                | 1014          | 1880                  | 1869 Mitglied der Bürgerschaft. Reichstagsabgeordneter und Vertreter der Hansestädte in Berlin |           |
| Emil Wolpmann (* 1848; † 1906)                                      | 1015          | 1883                  | 1879 Mitglied der Bürgerschaft. Wirkte als Senator besonders in der Baudeputation und der Kommission für Handel und Schifffahrt (1884–1906 als Vorsitzender) |           |
| Johann Hermann Eschenburg (* 1844; † 1. Januar 1920)                | 1016          | 1884                  | 1911 Bürgermeister |           |
| Johann Georg Eschenburg (* 1. April 1844; † 3. Februar 1936)        | 1017          | 1885                  | 1905 Bürgermeister |           |
| Georg Arnold Behn (* 1846; † 5. Januar 1904)                        | 1018          | 1889                  | 1881 Mitglied der Bürgerschaft. |           |
| Hermann Deecke (* 23. Februar 1843; † 15. Dezember 1901)            | 1019          | 1891                  | Mitglied der Bürgerschaft von 1873 bis 1879. |           |
| Alfred Brattström (* 1847; † 1911)                                  | 1020          | 1892                  | 1883 Mitglied der Bürgerschaft |           |
| Friedrich Heinrich Bertling (* 1842; † 1914)                        | 1021          | 1893                  | 1877 Mitglied der Bürgerschaft |           |
| Ernst Christian Johannes Schön (* 1843; † 13. Oktober 1908)         | 1022          | 1895                  | Mitglied der Bürgerschaft 1881–1891 und 1893–1895. 1907 Bürgermeister |           |
| Emil Ferdinand Fehling (* 3. August 1847; † 3. August 1927)         | 1023          | 1896                  | 1879 Mitglied der Bürgerschaft. 1917 Bürgermeister |           |
| August Johann Alfred Stooß (* 1853; † 1927)                         | 1024          | 1897                  | Mitglied der Bürgerschaft 1885. |           |
| Eduard Friedrich Ewers (* 4. Dezember 1862; † 7. Februar 1936)      | 1025          | 1899                  | Mitglied der Bürgerschaft 1897. |           |
| Emil Possehl (* 13. Februar 1850; † 4. Februar 1919)                | 1026          | 1901                  | Mitglied der Bürgerschaft 1891. Generalkonsul der Donau-Monarchie in Lübeck bis zu seiner Erwählung in den Senat. |           |
| Arthur Kuhlenkamp (* 1860; † 1933)                                  | 1027          | 1902                  | Mitglied der Bürgerschaft 1897. |           |
| Heinrich Evers (* 1855; † 1926)                                     | 1028          | 1903                  | Mitglied der Bürgerschaft 1889. |           |
| Johann Martin Andreas Neumann (* 16. August 1865; † 7. April 1928)  | 1029          | 1904                  | 1899 Mitglied der Bürgerschaft. 1921 Bürgermeister |           |
| Julius Vermehren (* 1855; † 1928)                                   | 1030          | 1904                  | Mitglied der Bürgerschaft 1887–1893 und 1895–1904. |           |
| Eduard Rabe (* 1844; † 1920)                                        | 1031          | 1905                  | 1899 Mitglied der Bürgerschaft. |           |
| Johann Paul Leberecht Strack (* 1863; † 1930)                       | 1032          | 1906                  | Mitglied der Bürgerschaft 1903 |           |
| Georg Kalkbrenner (* 1875; † 18. Mai 1956)                          | 1033          | 1907                  | |           |
| Cay Diedrich Lienau (* 26. August 1867; † 14. April 1953)           | 1034          | 1908                  | 1905 Mitglied der Bürgerschaft. Schied 1919 aus dem Senat aus |           |
| Paul Hoff (* 1867; † 1928)                                          | 1035          | 1919                  | 1909 Mitglied der Bürgerschaft |           |
| Albert Henze (* 1873; † 1944)                                       | 1036          | 1919                  | 1913 Mitglied der Bürgerschaft |           |
| Carl Dimpker (* 20. November 1856; † 12. Oktober 1923)              | 1037          | 1919                  | 1899 Mitglied der Bürgerschaft. Konsul des Königreichs Württemberg in Lübeck |           |
| Paul Löwigt (* 17. August 1873; † 23. Januar 1934)                  | 1038          | 1919                  | 1909 Mitglied der Bürgerschaft. 1926 Bürgermeister; 1933 von den Nationalsozialisten des Amtes enthoben |           |
| Fritz Mehrlein (1874–1945)                                          | 1039          | 1919                  | |           |
| William Bromme (1873–1926)                                          | 1040          | 1919                  | 1919 Mitglied der Bürgerschaft. |           |
| Otto Friedrich (1869–1955)                                          | 1041          | 1921                  | |           |
| Alfred Dreger                                                       | 1042          | seit April 1925       | |           |
| Carl Heinsohn                                                       | 1043          | seit April 1925       | |           |
| August Heinrich Niebour                                             | 1044          | seit April 1925       | |           |
| Heinrich Eckholdt                                                   | 1045          | Juni 1926             | |           |
| Paul Geister                                                        | 1046          | Juni 1926             | |           |
| August Haut                                                         | 1047          | 1928–1933             | |           |
| Hans Ewers                                                          | 1048          | 1929–1933             | |           |
| Emil Bannemann (NSDAP)                                              | 1049          | 1933–1940             | |           |
| Hans Böhmcker (NSDAP)                                               | 1050          | 1933–1942             | |           |
| Ulrich Burgstaller (NSDAP)                                          | 1051          | 1933–1935             | |           |
| Walther Schröder (NSDAP)                                            | 1052          | 1933–1945             | |           |
| Friedrich Völtzer (NSDAP)                                           | 1053          | 1933–1934             | |           |
| Otto-Heinrich Drechsler (NSDAP)                                     | 1054          | 1933–1945             | |           |